# Chirac, Lozère
Chirac este o comună în departamentul Lozère din sudul Franței. În 2009 avea o populație de 1.161 de locuitori.

## Evoluția populației
| An        | 1975 | 1982 | 1990 | 1999  | 2006  | 2009  |
| --------- | ---- | ---- | ---- | ----- | ----- | ----- |
| Populație | 689  | 894  | 983  | 1.006 | 1.079 | 1.161 |